# 報告老師！怪怪怪怪物！
《報告老師！怪怪怪怪物！》（英語：mon mon mon MONSTERS），是一部由台灣作家兼導演九把刀編劇並執導，於2017年7月28日首映的驚悚劇情類電影。由鄧育凱、蔡凡熙、陳珮騏、劉奕兒以及林姵妡領銜主演，電影劇本為九把刀原創，故事與小說《蟬堡》附錄的短篇小說《蟬堡抓不到的，怪物》屬於同一個世界觀，故事的連動性是共通的。另外，九把刀也透露，情節一部份的靈感來自於《獵命師傳奇》的某個篇章。2018年初，九把刀宣佈《報告老師！怪怪怪怪物！》小說版完成，內容將比電影劇本所探討的議題還深遠。

## 劇情
林書偉是一個成績優異，但不受歡迎的膽小學生，經常受到同學的騷擾。最近，他被誣陷偷了班費，並在全班面前被惡霸頭子段人豪、他的女朋友吳思華、小弟廖國峰和葉偉竹等同學羞辱。書偉懷疑他們才是真正的小偷，便在學校廢棄游泳池的維修室找到他們，與他們對質。人豪嘲諷地承認了他的罪行，說他需要錢來改裝國峰的機車。思華然後把書偉的手放在她的胸部上，並把他誣陷成一個變態，拍下了這一幕並在學校裡傳播，破壞書偉的名聲。書偉接著被動物捕捉竿套住脖子，人豪威脅要用飛鏢刺穿他的眼角膜，然後才放了他。
書偉預料會被欺負，所以用手機錄下了整個與惡霸對話的過程。然而，他的老師指出，如果惡霸被指控犯罪，欺凌只會變得更加嚴重。她鼓勵書偉承擔罪名，並指派三個男性惡霸與他一起工作，表面上說他們是班上最受歡迎的人，實際上是想讓四個男孩更親近。他們被告知要為老人提供社區服務，餵食他們。然而，惡霸們卻虐待老人，在他們臉上塗顏料、讓他們互相"鬥雞"。書偉起初對惡霸的行為感到不安，但後來也參與其中並明顯感到高興，因為他已經被惡霸們接納，成為他們的一員。
某天結束時，他們遇到了一位患有失智症的老兵，還發現一個上鎖的箱子，認為裡面裝滿了從中國搶來的財寶，是在国共内战時搶來的。他們約定晚上再回來，打開箱子偷走裡面的東西，回來後卻無法打開箱子，決定把箱子帶回藏身處；但他們不知道有一對吃人肉的女鬼住在老人院的電梯井裡，專門捕食那些被遺忘的居民和無家可歸的人。當惡霸開始離開時，他們遇到了鬼怪正在吞食一位老人。年長的鬼怪逃進電梯井，而年幼的鬼怪試圖追趕他們。男孩們嚇壞了，跑出大樓，卻目睹年輕的鬼怪在街上被車撞到。司機逃離現場，男孩們調查看似死去的鬼怪。當鬼怪試圖襲擊國峰時，人豪用鏟子把她打暈。由於現場有一個交通攝像頭對準，惡霸們無法把鬼怪留在那裡，便把她帶回藏身處，以為她已經死了。與此同時，年長的鬼怪哀悼著妹妹的失蹤。
那天早上，惡霸們搜索箱子，但只找到獎章和舊照片。年幼的女鬼醒來，展現了超自然的能力，如再生和爬牆。當女鬼與男孩們對峙時，她不小心踩到一束陽光，腳被太陽灼傷。惡霸們立即利用這一弱點，用孫中山的畫像制服女鬼，把她困在箱子下面，最終用鍊子把女鬼綁在房間中央的柱子上。思華被告知怪物的存在，幫派發現怪物以人肉為食。人豪對擁有怪物作為俘虜感到得意，認為可以對它為所欲為。書偉同情女鬼，對她說，惡霸們玩夠了可能會放她走。人豪拔掉了怪物的牙齒、抽取它的血液，思華把它們消毒後作為手鍊的一部分。男孩們進一步折磨女鬼，在她嘴上鑽了一個鐵板，並在她嘴上加了更多的鍊條和鎖。
回到養老院，受到戰友被綁架的創傷，老兵穿上舊制服，手持大刀，開始唱起了軍歌《中國的駱駝》，邀請女鬼來找他。女鬼被噪音吸引，與老兵對峙，老兵自稱是上等兵李仁峰。雖然被鄰居打斷，責備老兵半夜唱歌，但女鬼和老兵還是打了起來，結果女鬼被從四樓窗戶扔了出去，雖然還活著，但右臂幾乎完全斷了。老兵毫髮無傷，微笑著站著死去。
回到維修室，惡霸們繼續折磨小怪物。在用笨拙的宗教驅魔方式和用經文包裹怪物後，人豪指示書偉感謝怪物，暗示如果沒有女鬼在那裡，書偉可能就是被綁在柱子上受折磨的人。為了更多地了解他們的怪物，惡霸們從怪物身上取了血樣，並在學校的實驗室裡進行研究，注意到沒有任何紅細胞，而怪物的黑色細胞上有卵或孢子，與正常血細胞接觸會導致黑色細胞"感染"血細胞，使其也變黑。他們還注意到，持續接觸陽光會導致黑色細胞自燃。書偉對女鬼做了一些研究，確定年輕的怪物是1985年失蹤的李秀珍，她和她的姐姐"巫毒大師"一起失蹤。從書偉找到的新聞報導來看，兩個女孩在殺死父母後失蹤，巫毒大師用黑魔法召喚一種涉及女性月經的毒藥，效果适得其反，從兩個女孩目前的狀態可以看出。
書偉把這些信息打印出來，交給人豪，說女鬼確實是人。人豪把信息扔到一邊，說不管女鬼以前是什麼，它現在的狀態就是一個怪物。書偉問留著怪物的目的是什麼，說怪物可能很快就會餓死。其他惡霸決定用書偉作為活血袋來餵養怪物。他們進一步折磨怪物，向她噴血，把她的頭放在鳥籠裡，戴著面具在她周圍跳舞，讓她驚恐萬分。
隔天，書偉的一名同學破壞他的椅子，導致椅子倒塌。與過去他會祝賀惡作劇者並一起大笑的行為不同，任豪在全班同學和李老師面前將肇事者毆打到住院。任豪為此辯解，聲稱只有他才能毆打書偉。在事件後的紀律會議上，身為虔誠佛教徒的李老師試圖用精神指導來糾正任豪的行為。任豪嘲笑她的嘗試，她憤怒地多次掌摑他，並提及他的家庭情況來羞辱他，指他的父親據稱是罪犯，母親是妓女。任豪勃然大怒，拿棒球棒狠狠毆打怪物來發洩怒氣。在注意到怪物的血會燃燒後，他和其他欺凌者在李老師的飲料中下了怪物的血。在籃球比賽中，李老師在喝下怪物的血後數小時，似乎出現腹痛，左眼有東西流過。在試圖去醫務室後不久，李老師的肛門噴出黑血，接觸陽光後自燃。新聞播出了這一事件的影片，年長的怪物注意到了，並看到了東實高中的制服。在一個慶祝老師死亡的飲酒派對上，欺凌者給書偉提供了幾杯酒，但書偉因擔心李老師的遭遇而拒絕了。思華出於怨恨喝了書偉的酒，任豪對書偉說，他可以用"百萬種方式"殺死他，所以給他下毒是毫無意義的。思華隨後表達了對書偉繼續與該團伙牽扯的憤慨，表示他是唯一不想看到怪物死去的人，而且他本可以隨時放走怪物，嘲笑他毫無意義，因為他想要"做個好人"，但從未有勇氣真正做任何事。書偉後來在一個便利店店員身上發洩怒氣，破壞商店並偷走他的錢。
年長的女鬼開始系統地獵殺穿著東實高中制服的人，不管他們是否與妹妹的困境有關。她的襲擊包括伏擊在自動售貨機前買飲料的學生、屠殺滿載學生的公共汽車。思華當時在公共汽車上，設法拍下了怪物的照片，然後女鬼注意到思華手鍊上有妹妹的牙齒，殘忍地殺死了她。人豪悲痛欲絕，拔掉了年輕怪物數百顆牙齒。怪物還襲擊了一個課後班，屠殺了許多學生，但放過了一對就讀北一女中的姐妹。存活下來的惡霸決定消滅年長的怪物，用她的妹妹作為誘餌。人豪計劃把兩個怪物鎖在維修室裡，然後通過灑水器倒入汽油，從通風管扔下一根火柴。人豪和國峰負責倒汽油和點火，偉竹負責放哨，書偉負責把兩個怪物鎖在裡面。惡霸們不知道，書偉擰開了一個窗戶蓋，想讓怪物逃出陷阱，對小女鬼說，他想至少做一件正確的事。
女鬼被妹妹的哭聲吸引到老兵的房間，在夜晚跟著箭頭來到泳池。在怪物到達泳池之前，書偉問偉助他們當初誣陷他的原因。偉助只是回答"因為很好玩"。書偉意識到，在他們逃跑後，他可能會受到類似怪物的對待，便在怪物出現時打偉助的電話，破壞了計劃，導致怪物將偉助逼到角落，殺死了他。書偉把自己鎖在維修室裡，把國峰和人豪留在外面面對年長的怪物。書偉無視人豪讓他進來的懇求，說總有一天，惡霸們可能會折磨他致死，這是他唯一能殺死他們的方式。年長的怪物在國峰拿著斧頭衝向她後殺死了他，然後在維修室門外殺死了人豪。書偉退到房間裡，怪物破門而入。儘管他懇求怪物放過他，怪物還是把他扔到房間各處。
書偉絕望之下打開了之前擰開的窗戶，恰好在太陽升起的同時。光束照在年幼的女鬼身上，她開始燃燒，由於被束縛無法逃脫。姐姐拼命保護妹妹，試圖扯斷鍊條，反而摧毀了自己的手指。隨著兩人開始燃燒，姐姐擁抱妹妹，相擁而亡。書偉茫然地離開維修室，身後留下惡霸的屍體。
那天晚些時候，書偉被分配到午餐值日，負責照看班級的湯罐。儘管惡霸死了，班上其他人還是折磨他，書偉把剩下的怪物血倒進了湯罐，讓班上所有人感染。午餐時，他扔掉了另一個曾經同情過他的，同樣受欺負女孩的湯，告訴她"妳不是他們中的一員"。最後書偉自己也喝了下料的湯，午休時間，書偉走出教室門，看著女孩後，頭也不回地離開教室。聽著身後同學一個一個自燃慘叫，書偉露出得意的表情。隨後臉垮了下來，邊走邊絕望的吶喊，而他的身體逐漸自燃，邁向毀滅。

## 演員陣容

### 主要演員
| 演員姓名 | 角色名稱   | 介紹 |
| 鄧育凱   | 林書偉     | 最魯資優生，名言："我跟他們不一樣。」 在一次抓捕怪物的行動中與壞學生三人組變成好友，後來反目，最後更是用怪物的血屠殺全班學生（除了一位同樣遭受排擠的）包括自己。                                                                                     |
| 蔡凡熙   | 段人豪     | 最狂高中生，名言："打你幹嘛？打你好玩啊！」 壞學生老大，外表英俊瀟灑又沒個正經，有位美麗的女友，總是聯合小弟欺負書偉，最後自己被書偉陷害，遭怪物攻擊致死。                                                                                           |
| 陳珮騏   | 蔡佩芬     | 靠北老師，名言："讓老師用愛，幫你化解千千萬萬劫！」 看似一位虔誠信佛的佛教徒，其實修養並不好，時常對段人豪進行言語霸凌和肢體霸凌，縱容全班同學欺負林書偉，最後遭到壞學生三人組的陷害，喝下加了怪物血的茶水導致下體大量出血，被陽光照射全身焚燒而死。 |
| 劉奕兒   | 大怪物     | 小怪物的姊姊，很照顧妹妹，知道妹妹被抓走後，一怒之下大開殺戒，造成校園的混亂，最後被陽光照射焚燒而死。 |
| 林姵妡   | 小怪物     | 大怪物的妹妹，遭到壞學生三人組綁架，還慘遭凌虐，但她卻對願意給她餵食人血的書偉有種微妙的感覺，最後在陽光下和姊姊抱在一起死去。 |
| 賴浚程   | 廖國峰     | 名言："老大永遠是對的！」 壞學生小弟，喜歡跟風的小弟，最後在和怪物大戰時陣亡。 |
| 陶柏萌   | 葉偉竹     | 名言："青春就是打怪掉寶嘛哈哈！」 壞學生小弟，搞笑派，最後在和怪物大戰時陣亡。 |
| 梁洳瑄   | 吳思華     | 不良班花，名言："我要培養養怪物的興趣！」 老大女朋友，驕傲自大且經常跟老大三人組一起欺負書偉，最後遭怪物攻擊死在校園公車上。 |
| 高百合   | 教室外女孩 | 與林書偉一樣是遭受排擠的學生，因受到霸凌位置被調到教室外面，最後林書偉故意不讓她喝下沾上怪物血的湯而成為班上唯一存活下來的學生。 |

### 友情客串
| 演員姓名 | 角色名稱           | 介紹 |
| 乾德門   | 李榮峰             | 社區服務的老人，老年失智，年輕時曾任29軍大刀隊。，自稱自己是先鋒小隊長要打怪物，最後遭怪物攻擊，隨後猝死，但屍體卻未倒下而是站在那裏長滿蒼蠅。 |
| 禾浩辰   | 販賣機前男學生     | 客串，被怪物幹掉的砲灰。 |
| 柯震東   | 校車學生           | 客串，在車上念情書的學生，最後被怪物幹掉。 |
| 宋芸樺   | 校車學生           | 客串，好不容易要準備爬出校車的血泊，卻因為受傷過重而死在車門口。                                                                               |
| 蔡昌憲   | 校車學生           | 客串，被怪物幹掉的砲灰。 |
| 侯彥西   | 校車學生           | 客串，唸到打手槍的那一段時很興奮的學生，最後被怪物幹掉。                                                                                       |
| 張峰奇   | 校車學生           | 客串 |
| 高雋雅   | 補習班倖存學生     | 客串，就讀北一女中的學生。因為不是東實高中的學生，所以躲過大怪物的屠殺。                                                                       |
| 吳旻妮   | 補習班倖存學生     | 客串，就讀北一女中的學生。因為不是東實高中的學生，所以躲過大怪物的屠殺。                                                                       |
| 周亭羽   | FKU TV新聞現場主播 | 聲音演出 |

## 電影歌曲
| 曲别         | 歌名     | 演唱者        | 作詞   | 作曲            |
| 主題曲       | 末日鬧鐘 | 八三夭        | 九把刀 | 李賢璞 （阿璞） |
| 殺人公車插曲 | My Way   | Yen Town Band |        |                 |

## 工作人員
- 出品人：柴智屏、崔震東、江志強、九把刀
- 聯合出品：許月珍、許佳真
- 監製 : 柴智屏
- 導演：九把刀
- 編劇：九把刀
- 武術指導：洪天祥
- 製作公司：群星瑞智StarRitz
- 發行公司：
- 國際板設計電影海報：聶永真
- 表演指導: 陳雪甄

## 票房
- 台灣上映首週票房約1300萬新台幣[7][8]。九把刀首次原創電影劇本，台灣總票房約4500多萬新台幣[9]。

## 後續
- 2017年7月，本片入選韓國富川國際奇幻電影節國際競賽單元，並舉行首映。製作《陰屍路》的美國AMC電視台更展現高度興趣、積極詢問洽談版權。
- 2018年1月，九把刀於臉書宣布小說版完工。

## 獎項
| 年份   | 典禮               | 獎項       | 得獎者                     | 結果 |
| ------ | ------------------ | ---------- | -------------------------- | ---- |
| 2017年 | 富川國際奇怪電影節 | 觀眾票選獎 | 《報告老師！怪怪怪怪物！》 | 獲獎 |

### 第54屆金馬獎
| 年份 | 獲提名                 | 獎項         | 結果 |
| ---- | ---------------------- | ------------ | ---- |
| 2017 | 包正勳、黃美青         | 最佳視覺效果 | 提名 |
| 2017 | 杜篤之、吳書瑤、杜均堂 | 最佳音效     | 獲獎 |

## 外部連結
- 報告老師！怪怪怪怪物！的Facebook專頁
- 報告老師！怪怪怪怪物！的Instagram帳戶
- 互联网电影数据库（IMDb）上《Mon Mon Mon Monsters!（報告老師！怪怪怪怪物！）》的资料（英文）
- AllMovie上《報告老師！怪怪怪怪物！》的资料（英文）
- 香港影庫上《報告老師！怪怪怪怪物！》的資料（繁體中文）
- Yahoo奇摩電影上《報告老師！怪怪怪怪物！》的資料（繁體中文）
- 開眼電影網上《報告老師！怪怪怪怪物！》的資料（繁體中文）
- 豆瓣电影上《報告老師！怪怪怪怪物！》的資料 （简体中文）
- 时光网上《報告老師！怪怪怪怪物！》的資料（简体中文）